# Bundesverband der Deutschen Binnenschifffahrt
Der Bundesverband der Deutschen Binnenschifffahrt e. V. (BDB) mit Sitz in Duisburg und politischer Repräsentanz in Berlin ist ein Branchenverband des deutschen Binnenschifffahrtsgewerbes, und zwar sowohl in der Güterschifffahrt als auch in der Personenschifffahrt.
Der BDB wurde im Jahr 1974 als Zusammenschluss mehrerer Stromgebietsverbände gegründet. Im Verband sind die Binnenschifffahrtsreedereien und -speditionen inklusive der dort angeschlossenen Partikuliere, die Binnenschifffahrtsgenossenschaften und die nicht organisierten Partikuliere vereint. Die Mitgliedschaft ist freiwillig. Auch dem Binnenschifffahrtsgewerbe nahestehende Unternehmen wie Hafenbetriebe, Versicherungen, Motorenhersteller und Kreditfinanzierer zählen zu den Mitgliedern.

## Aufgaben
Zweck ist es, die Unternehmer in der Güter- und Fahrgastschifffahrt in allen das Gewerbe berührenden Fragen zu beraten, die Interessen gegenüber der Politik und Verwaltung zu vertreten und zu sämtlichen verkehrs- und gewerbepolitisch relevanten Entwicklungen Stellung zu nehmen. Der BDB setzt sich dabei etwa für einen aus seiner Sicht ökonomisch notwendigen, bedarfsgerechten Ausbau der Wasserstraßen-Infrastruktur ein, der zugleich den ökologischen Belangen Rechnung trägt. Er sorgt dafür, das Leistungspotenzial des Verkehrsträgers Binnenschifffahrt im Bewusstsein der politischen Entscheidungsträger einerseits und bei den Spediteuren und der verladenden Wirtschaft andererseits zu verankern und die Binnenschifffahrt noch stärker als bisher in die logistischen Ketten einzubinden.
Darüber hinaus bringt sich der Verband in die Gestaltung der wirtschaftlichen Rahmenbedingungen des Binnenschifffahrtsgewerbes ein, sei es in Fragen der Nautik-Technik, in Fragen der Sicherheits- und Terrorismusanforderungen, in Fragen des Umweltschutzes oder in Fragen der Angleichung der Wettbewerbsbedingungen gegenüber der ausländischen Konkurrenz und gegenüber den konkurrierenden Verkehrsträgern.
In der Erkenntnis, dass Weichenstellungen in der Verkehrspolitik – etwa im Rahmen des NAIADES Aktionsplans für die Binnenschifffahrt – zunehmend auf europäischer Ebene erfolgen, hat der Verband bereits im Jahr 2001 mit zahlreichen weiteren internationalen Binnenschifffahrtsverbänden die Europäische Binnenschiffahrts Union (EBU) gegründet. Auch in verschiedenen Sachverständigengremien bei der Zentralkommission für die Rheinschifffahrt in Straßburg und der Europäischen Union bringt der Verband sein Fachwissen ein. Der Verband ist außerdem Mitglied in verschiedenen anderen internationalen Organisationen, z. B. in der IVR oder dem VBW.
Der Geschäftsbericht wird jedes Jahr zur Mitgliederversammlung vorgelegt. Das jährlich erscheinende Faltblatt Daten und Fakten fasst Binnenschifffahrtsstatistiken zusammen. In der kostenlos vertriebenen Zeitschrift Binnenschifffahrt Report wird über die Aktivitäten des Verbandes informiert und über verkehrs- und gewerbepolitische Themen berichtet. Über die Website können neben den genannten Publikationen auch tagesaktuelle Informationen, z. B. Pressemitteilungen, abgerufen werden. Eine dort angegliederte Datenbank, in der nach Ladungsgut und Relation selektiert werden kann, soll den Verladern die Suche nach geeigneten Geschäftspartnern in der Binnenschifffahrt erleichtern.

## Sonstiges
Der Verband ist Mitglied im ShortSeaShipping Inland Waterway Promotion Center.